# سي إف إم
سي إف إم CFM (كولدفيوجن مارك أب) هو امتداد الملفات الناتجة عن البرمجة باستخدام كولدفيوشن. وهب لغة برمجة تعمل على آلة جافا الافتراضية وإطار عمل دوت نت ومحرك تطبيقات جوجل